# Seznam naselij na Hrvaškem
Seznam naselij na Hrvaškem je krovni seznam.

## Po županijah
- Seznam naselij Zagrebške županije
- Seznam naselij Krapinsko-zagorske županije
- Seznam naselij Siško-moslavške županije
- Seznam naselij Karlovške županije
- Seznam naselij Varaždinske županije
- Seznam naselij Koprivniško-križevske županije
- Seznam naselij Bjelovarsko-bilogorske županije
- Seznam naselij Primorsko-goranske županije
- Seznam naselij Liško-senjske županije
- Seznam naselij Virovitiško-podravske županije
- Seznam naselij Požeško-slavonske županije
- Seznam naselij Brodsko-posavske županije
- Seznam naselij Zadrske županije
- Seznam naselij Osiješko-baranjske županije
- Seznam naselij Šibeniško-kninske županije
- Seznam naselij Vukovarsko-sremske županije
- Seznam naselij Splitsko-dalmatinske županije
- Seznam naselij Istrske županije
- Seznam naselij Dubrovniško-neretvanske županije
- Seznam naselij Medžimurske županije
- Seznam naselij mesta Zagreb